# Eria javanica
Eria javanica är en orkidéart som först beskrevs av Olof Swartz, och fick sitt nu gällande namn av Carl Ludwig von Blume. Eria javanica ingår i släktet Eria och familjen orkidéer. Inga underarter finns listade i Catalogue of Life.

## Bildgalleri

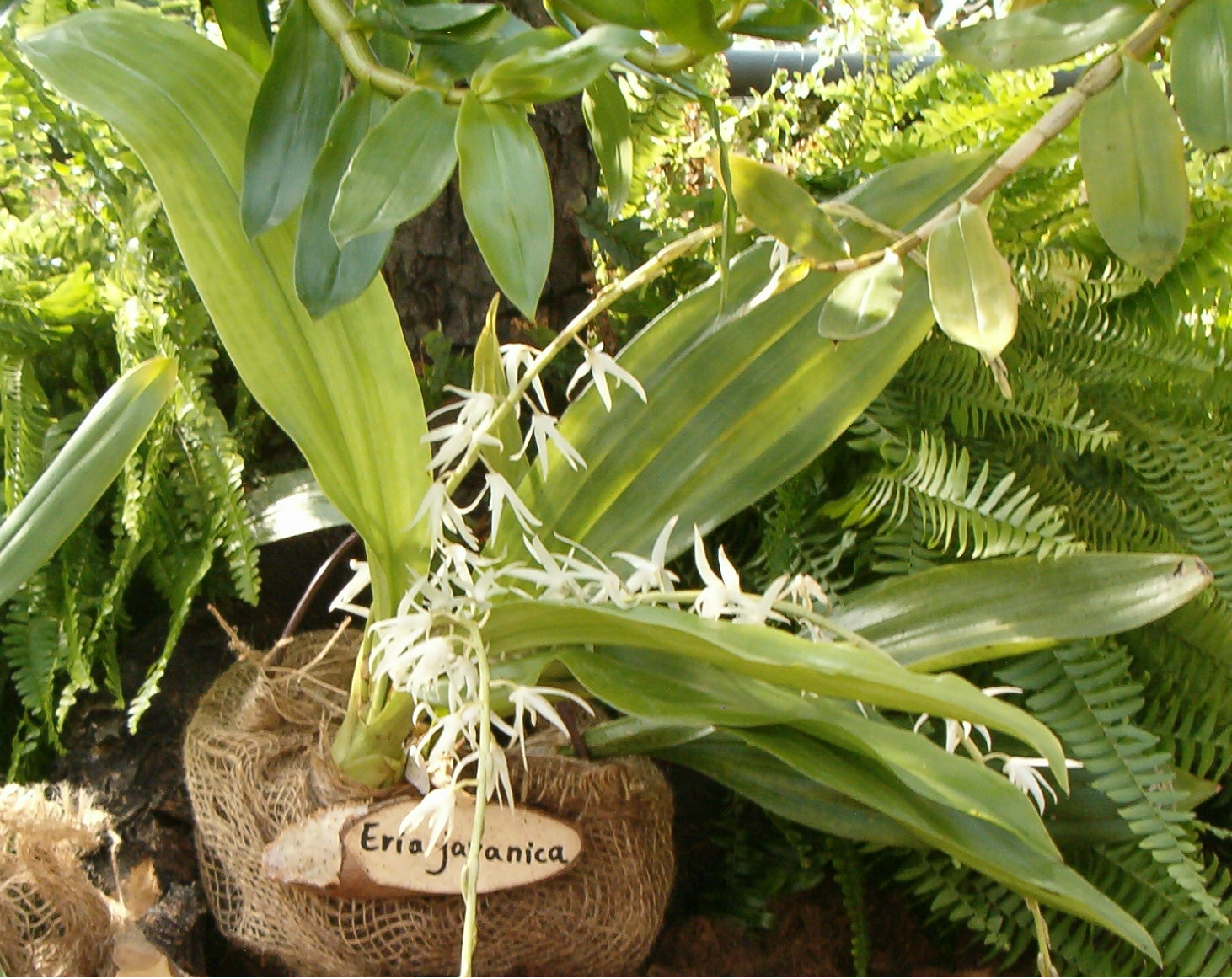
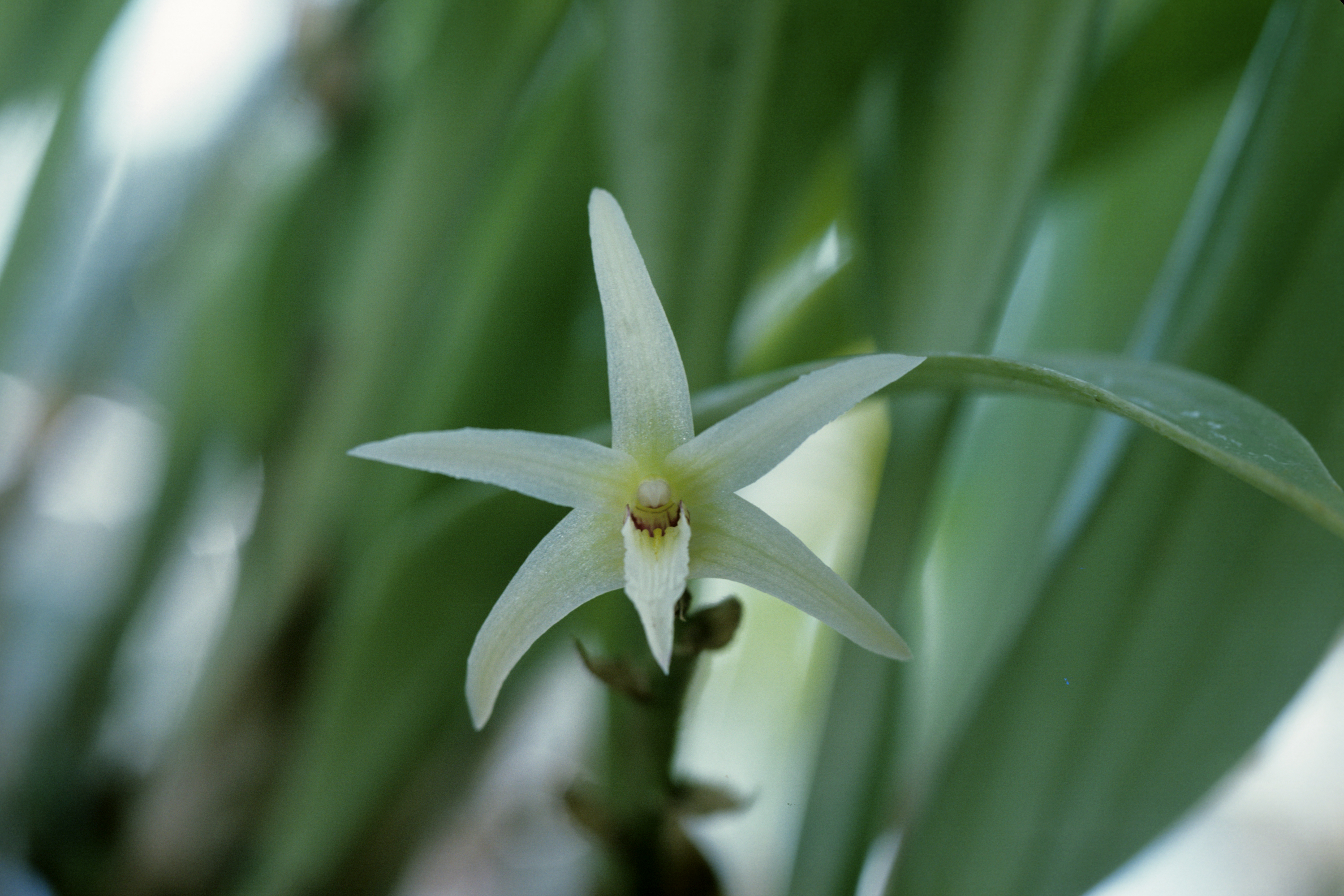
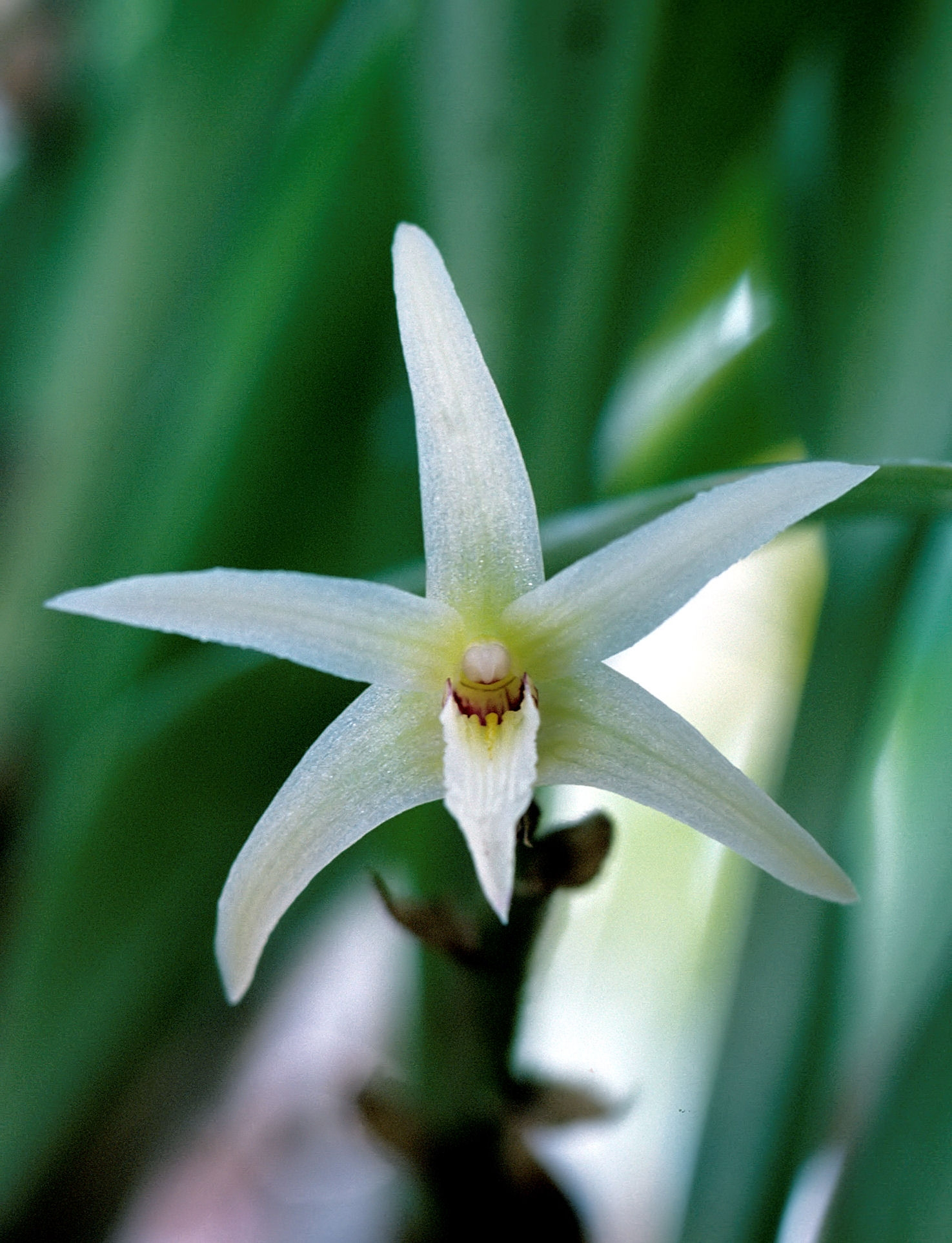
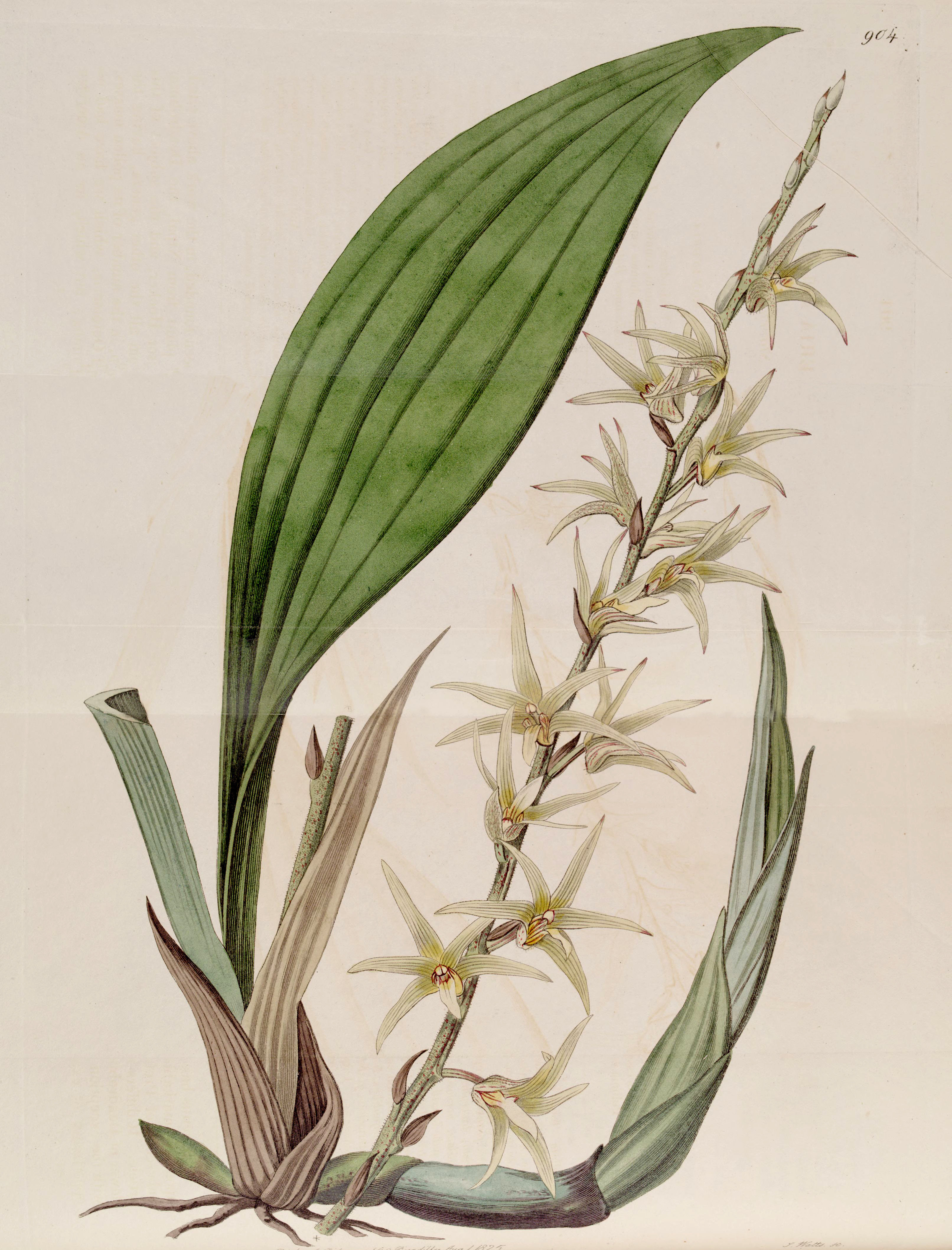
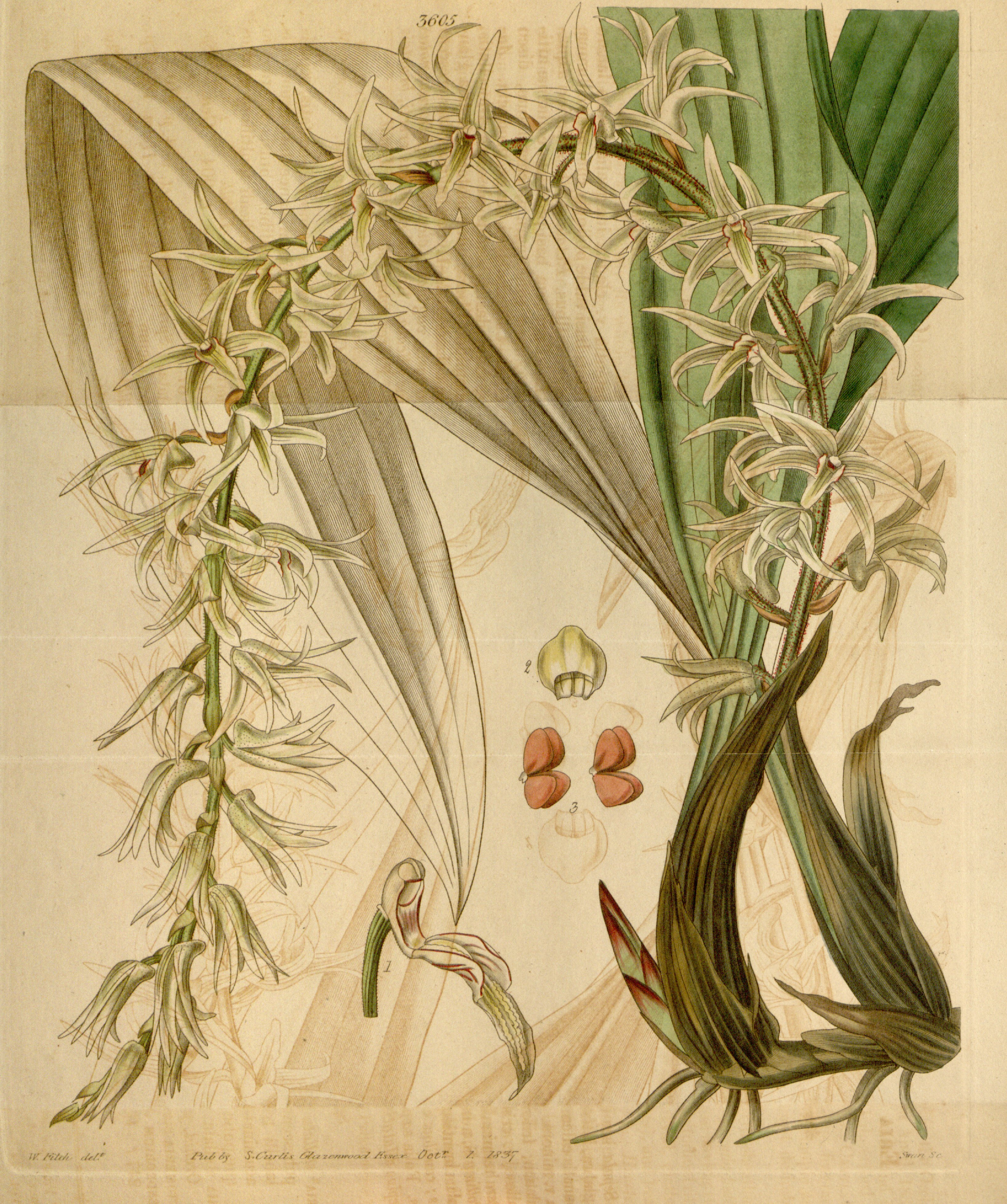
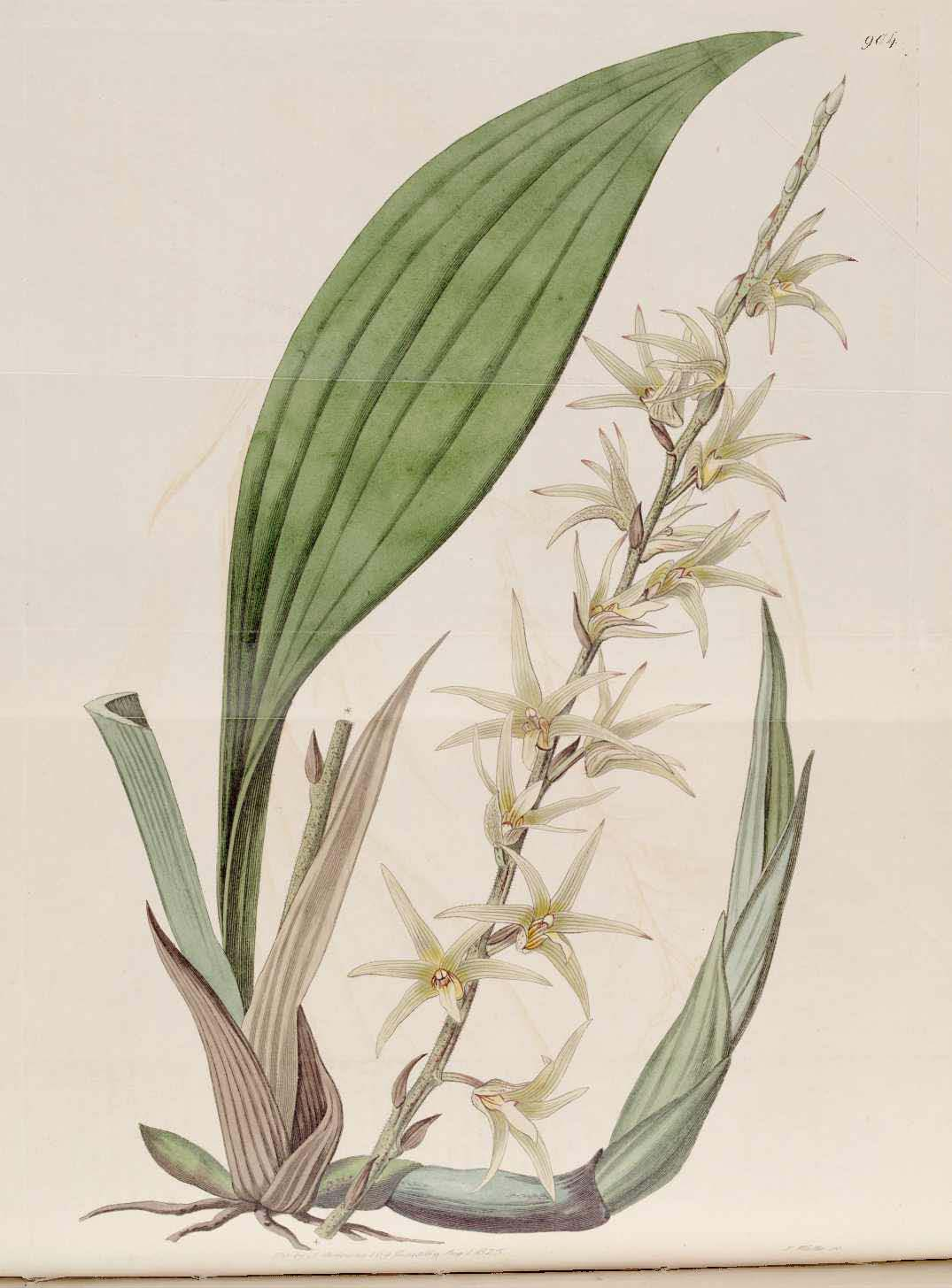